# NGC 89
NGC 89 és una galàxia espiral a la constel·lació del Fènix. Forma part del grup de galàxies anomenat Robert's Quartet.